# Championnat d'Espagne de hockey sur glace 1995-1996
Saison précédente Saison suivante
La saison 1995-1996 est la 22e saison du championnat d'Espagne de hockey sur glace. Cette saison, le championnat porte le nom de Superliga Española.

## Clubs de la Superliga 1995-1996
- FC Barcelone
- ARD Gasteiz
- CH Jaca
- CG Puigcerdà
- Txuri Urdin

## Première Phase

### Classement
| # | Club         | Joués | V  | N | D  | bp:bc  | +/-  | Points |
| - | ------------ | ----- | -- | - | -- | ------ | ---- | ------ |
| 1 | Txuri Urdin  | 16    | 12 | 0 | 4  | 92:47  | +45  | 24     |
| 2 | CG Puigcerdà | 16    | 8  | 2 | 6  | 92:49  | +43  | 18     |
| 3 | CH Jaca      | 16    | 8  | 2 | 6  | 88:69  | +19  | 18     |
| 4 | FC Barcelone | 16    | 8  | 2 | 6  | 105:62 | +43  | 18     |
| 5 | ARD Gasteiz  | 16    | 1  | 0 | 15 | 25:170 | -145 | 2      |

## Séries finales
Les séries se jouent au meilleur des trois matchs.

### Demi-finales
| Équipes      | 1 | 2 | 3 | Série |
| Txuri Urdin  | 6 | 4 | 5 | 1     |
| FC Barcelone | 3 | 5 | 6 | 2     |

| Équipes      | 1 | 2  | 3 | Série |
| CG Puigcerdà | 4 | 3  |   | 0     |
| CH Jaca      | 9 | 13 |   | 2     |

### Finale
| Équipes      | 1 | 2 | 3 | Série |
| FC Barcelone | 2 | 2 |   | 0     |
| CH Jaca      | 3 | 6 |   | 2     |